# Ludwig von Köchel
Ludwig Alois Ferdinand Ritter von Köchel (Stein, 14 de gener de 1800 - Viena, 3 de juny de 1877) va ser un escriptor, compositor, botànic, editor i admirador de l'obra musical de Wolfgang Amadeus Mozart. Va catalogar la seva obra, catàleg que va publicar el 1862.

## Biografia
Va néixer a Stein (Baixa Àustria). Va estudiar dret a Viena i va ser durant 15 anys tutor dels quatre fills de l'Arxiduc Carles. Aquesta activitat li va guanyar el títol de Ritter (cavaller) i li va permetre viure de rendes la resta dels seus dies. Es va dedicar en forma privada a la investigació, realitzant campanyes de collita d'espècimens botànics a l'Àfrica del Nord, la península Ibèrica, la Gran Bretanya i Rússia, molt apreciades pels científics contemporanis. A més es va interessar per la geologia i la mineralogia.
Era membre del Mozarteum de Salzburg i la seva passió per la música el va portar a sistematitzar el catàleg de composicions de Mozart, que va publicar el 1862 amb el títol de Chonologisch-thematisches Verzeichnis sämtlicher Tonwerke Wolfgang Amadé Mozarts. El seu cognom, i la inicial d'aquest, van quedar des de llavors vinculats al cèlebre compositor. Les obres de Mozart són sovint referides pels seus números KV (cf. número d'opus); per exemple, la simfonia "Júpiter", Simfonia n. 41, KV. 551. Al mateix temps que Köchel estava escrivint el seu catàleg, Otto Jahn estava fent una col·lecció completa d'obres de Mozart i escrivint una biografia erudita de Mozart. Quan Jahn es va assabentar de l'obra de Köchel, li va lliurar la seva col·lecció. Köchel va dedicar el seu catàleg a Jahn.
També va finançar en part la primera edició completa de les obres de Mozart que va publicar Breitkopf&Härtel, des de 1877 fins a 1905. S'hi va utilitzar la classificació proposada per Köchel que agrupa les obres en 24 categories.
També va catalogar les obres de Johann Fux.

## Obra
- Catàleg Köchel (KV, inicials de Köchel Verzeichnis) de l'obra de Wolfgang Amadeus Mozart (1862)